# Intervet
Intervet, voluit Intervet/Schering-Plough Animal Health, is een farmaceutische multinational van Nederlandse oorsprong met zijn belangrijkste vestiging in de Noord-Brabantse plaats Boxmeer. Intervet produceert diergeneesmiddelen. Na de overname van beide concerns in 2010 door Merck & Co. worden de verschillende bedrijfstakken langzaam gefuseerd en indien nodig afgestoten. Sinds 29 juni 2011 gaat Intervet verder onder de naam Merck Animal Health in de Verenigde Staten en Canada. In de rest van de wereld is het MSD Animal Health.
Intervet werd in de jaren 50 van de 20e eeuw opgericht door Wim Hendrix, een diervoederfabrikant te Boxmeer met een bedrijf dat tegenwoordig Hendrix UTD heet. Er waren namelijk vaccins voor kippen ontwikkeld en Hendrix zag in dat gezonde dieren ook zijn voeder eten. Het bedrijf is uitgegroeid tot een der grootste vaccinproducenten ter wereld en brengt ook een vaccin tegen vogelgriep op de markt. Intervet werd omstreeks 1965 overgenomen door Koninklijke Zwanenberg Organon.
Op 11 maart 2007 maakte AkzoNobel de verkoop bekend van het bedrijfsonderdeel Organon BioSciences aan de Amerikaanse farmacie-multinational Schering-Plough. AkzoNobel had al eerder plannen bekendgemaakt om Organon BioSciences als zelfstandig bedrijf naar de beurs te brengen. President Toon Wilderbeek legde zijn functie neer na de overname die in november 2007 werd afgerond. Organon BioSciences had toen jaaromzet van ruim 3,7 miljard euro inclusief de diergeneesmiddelenfabrikant Intervet meegerekend en er werkten 19.000 mensen.
Intervet was als onderdeel van AkzoNobel wereldwijd de op twee na grootste producent van diergeneesmiddelen. Er werkten zo'n 5300 mensen in ruim 50 landen; in Boxmeer is Intervet veruit de grootste werkgever. Na de overname door Schering-Plough bezit het bedrijf een groter deel van de wereldmarkt op diergeneeskundig gebied door samen te gaan werken met de veterinaire tak van Schering-Plough.
Intervet stelt dat het zich actief opstelt wanneer het gaat om het verminderen van het aantal dierproeven. Regelgeving stelt het gebruik van dierproeven in veel gevallen verplicht om de veiligheid en werkzaamheid van diergeneesmiddelen te waarborgen. In de gevallen waarin dierproeven verplicht of onvermijdelijk zijn, zegt het bedrijf zich in te spannen om het aantal proefdieren te verminderen en de onderzoeksmethoden te verfijnen.

## Naslagwerk
- H. Nusteling In de ban van vaccins : Geschiedenis van de veterinaire onderneming Intervet International BV te Boxmeer 1949/50-2000, Uitgever Intervet International, Boxmeer (2003).